# Fabriekstraat
De Fabriekstraat is een straatnaam en een heuvel in Moregem in de Belgische provincie Oost-Vlaanderen. 

## Wielrennen
De helling wordt opgenomen in wielerwedstrijden. In 2024 en 2025 wordt de helling opgenomen in Nokere Koerse.